# Phyllodromica sardea
Phyllodromica sardea är en kackerlacksart som först beskrevs av Jean Guillaume Audinet Serville 1839.  Phyllodromica sardea ingår i släktet Phyllodromica och familjen småkackerlackor. Inga underarter finns listade i Catalogue of Life.